# Tudor Jarda
Tudor Jarda (n. 11 februarie 1922, Cluj, România – d. 13 august 2007) a fost un compozitor, dirijor și muzician român.

## Studii

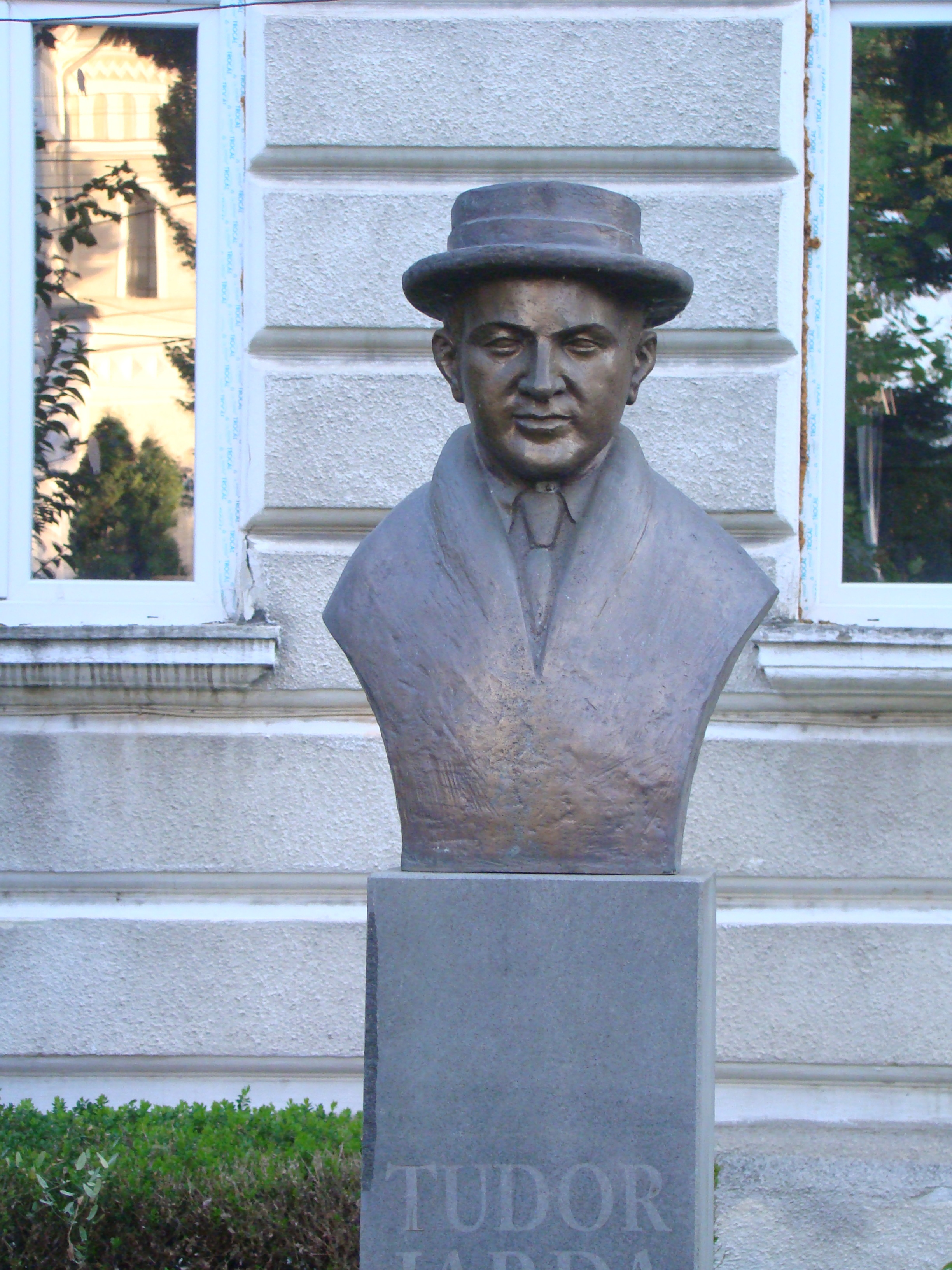
Bustul lui Tudor Jarda din curtea Liceului de muzică din Bistrița, liceu care îi poartă numele

Tudor Jarda a urmat studiile la Școala Normală de Băieți din Bistrița, iar mai apoi la Liceul George Barițiu din acest oraș. În paralel a urmat o Școală de Aplicație în practica pedagogică, urmând ore de pian cu profesoara Emilia Cuteanu și de vioară cu Ionel Șerban. Mai apoi alege cariera muzicală, urmând studii temeinice la conservatoarele din Cluj si Timișoara. Format la prestigioasa școală de compoziție clujeană, Tudor Jarda l-a avut ca profesor de compoziție pe M. Andreescu-Skeletty. Printre dascăli s-au numărat și Traian Vulpescu, Augustin Bena, Lucian Surlasiu, Anton Ronai, George Simonis.

## Viața
Născut la Cluj, la 11 februarie 1922, într-o familie care își are obârșia în ținuturile Năsăudului și ale Bistriței (tatăl era avocat, iar bunicul din partea mamei, protopop greco-catolic al Bistriței). 
Refugiat în 1940 împreună cu familia la Timișoara, Tudor Jarda urmează studii superioare la Universitatea Politehnica, înscriindu-se în paralel, din anul II, la Conservatorul din Cluj (fiind refugiat atunci în Timișoara), pentru studiul trompetei. Dintre profesorii săi amintim pe Traian Vulpescu (teorie-solfegiu), Augustin Bena și Lucian Surlașiu (dirijat cor), Anton Ronai (dirijat orchestră), Dumitru Cărbunescu (trompetă), George Simonis (istoria muzicii). Reîntors la Cluj în 1945, își continuă studiile la Conservator în compoziție, avându-l ca maestru pe Mihail Andreescu-Skeletty. După război, Tudor Jarda a activat ca instrumentist (timpanist) în orchestra Operei Române din Cluj (1945-1948), în paralel urmând și cursurile facultății de filozofie. 
Tudor Jarda:
„Mă interesau cursurile lui Lucian Blaga și ale lui Liviu Rusu – estetică, istoria filosofiei cu D. D. Roșca, urmăream domeniile care aveau tangențe cu arta precum psihologia educației, ce o făceam cu prof. Nicolae Mărgineanu. El spunea că un profesor trebuie să-și iubească elevii, să nu fie nervos în clasă, căci în acest fel lecția este eșuată. Ca profesor trebuie să fii bine dispus. Mi-au rămas în minte vorbele lui și, ca dascăl, m-am gândit deseori la ceea ce am învățat de la el. L-am cunoscut pe Lucian Blaga și m-au fascinat cei doi ani de cursuri în care l-am avut ca profesor. Pietre pentru templul meu, Filosofia stilului, Gândirea magică, sunt lucrări ce mi-au marcat toată viața. Am citit atunci tot ceea ce Blaga scrisese.”
În anul 1949, este numit profesor de armonie la Conservatorul din Cluj, iar între anii 1954-1957 activează ca secretar al Filialei Cluj a Uniunii Compozitorilor, între 1961-1972 îndeplinind funcțiile de șef de catedră și prodecan al Institutului Pedagogic din Târgu-Mureș. A fost directorul Operei Române între anii 1975-1981, urmărind în toți acești ani a promova muzica autohtonă.

## Creația
Nemărginita dragoste pentru folclor a maestrului s-a concretizat în colaborări cu diverse formații de amatori (corul din comuna Leșu-Năsăud, ansamblul de fluierași din Hoarda-Mureș), corul Viva de Musica și ansamblul folcloric Someșul-Napoca, ansambluri cu care a participat la festivaluri și concursuri naționale și internaționale, unde a obținut numeroase premii (Dijon, Barcelona, Gorizia, Midllesbrough, Cleveland).
„Deși m-am născut la oraș, am fost foarte atașat de folclor. De timpuriu am conștientizat valoarea acestuia și în urma unor căutări de-o viață, mi-am cristalizat un limbaj muzical cu adânci rădăcini în cântecul popular. Dragostea pentru folclor cred că mi-a fost insuflată de familie, dar și de către profesorul meu de vioară Ionel Șerban, care realiza prelucrări folclorice. M-a preocupat în mod deosebit folclorul din Năsăud, Maramureș și Bihor, dar nu am neglijat nici celelalte zone: Banat, Hunedoara și altele.”
În creația muzicală s-a impus de tânăr în genul de muzică pentru cor, prin care a devenit repede cunoscut și apreciat. Titluri precum Horea, Nuntă țărănească, 9 coruri pe versuri de Lucian Blaga, 10 colinde, Suita năsăudeană, 4 suite bihorene și multe prelucrări de folclor au fost interpretate de către numeroase ansambluri.
În anii maturității s-a orientat către muzica de operă, în genul căreia a scris lucrările: Neamul Șoimăreștilor, Pădurea Vulturilor, Luceafărul de ziuă (balet cu cor după o baladă maramureșeană), Inger și demon (după poezia lui M. Eminescu), alegoria lirică Dreptul la viață, Irinca (balet cu cor în trei acte), Cu țurca (tablou coralcoregrafic). În domeniul vocal-simfonic a scris Ioan al Saftei, Liturghia valahă, Din scripturi. Creația sa cuprinde și patru simfonii, o suită simfonică, un concert pentru flaut și orchestră, un concert pentru vioară și orchestră, un cvintet pentru suflători de alamă cu timpani, iar în ramura muzicii de cameră ne-a oferit aproape 50 de lieduri pe versuri de Lucian Blaga, Mihai Eminescu, Octavian Goga, Dominic Stanca, Ștefan Octavian Iosif. Toate aceste plăsmuiri minunate sunt animate de o filozofie adâncă, organic legate de viața și de activitatea multilateralului muzician, Tudor Jarda, un artist cu inima deschisă către bunătate și frumusețe.

## Distincții
- titlul de Artist Emerit al Republicii Populare Romîne (18 august 1964) „pentru merite deosebite în activitatea desfășurată în domeniul teatrului, muzicii, artelor plastice și cinematografiei”[2]